# Myrna Casas
Myrna Casas Busó (2 de enero de 1934-9 de noviembre de 2022) fue una dramaturga, directora, actriz y estudiosa del teatro experimental puertorriqueña. Fue cofundadora y directora artística de la compañía Producciones Cisne.

## Primeros años de vida
Nació en San Juan, hija de Sixto Casas Semidei y Carmen Busó Carrasquillo. Estudió teatro en el Vassar College, graduándose en 1954, y obtuvo una maestría en actuación en el Boston University College of Fine Arts en 1961. Continuó sus estudios en la Universidad de Nueva York, donde obtuvo un doctorado en educación teatral en 1974.

## Carrera
Miembro de la generación de los años sesenta, su obra abordó la identidad nacional puertorriqueña a través de obras tanto absurdistas como realistas. También exploró los temas de las mujeres en las sociedades patriarcales, como en su obra Eugenia Victoria Herrera. Su obra El gran circo Ucraniano, de 1988, ha sido representada regularmente y examinada por académicos.
Durante muchos años enseñó en la Universidad de Puerto Rico en el departamento de drama, el cual también dirigió por varios años. Actuó en la década de 1950 y sirvió en la asamblea municipal de San Juan de 1996 a 2000.
En junio de 2022, las Bibliotecas de la Universidad de Columbia adquirieron los documentos de Casas, incluidos sus manuscritos originales anotados de todas las obras escritas desde 1960, como parte de sus Archivos de Arte y Activismo Latino. Se la ha comparado con otras mujeres puertorriqueñas del teatro, como Victoria Espinosa y Gilda Navarra.

## Vida personal y muerte
Falleció el 9 de noviembre de 2022, a la edad de 88 años. Fue enterrada en el Cementerio Santa María Magdalena de Pazzis.

## Honores
Recibió honores del Centro de Estudios Avanzados sobre Puerto Rico y el Caribe (2013), Ateneo Puertorriqueño (2005), Universidad de Tennessee (2006), Senado de Puerto Rico (2004) y SOGEM (Sociedad de Escritores de México) (1990).
En 2019 la Universidad del Sagrado Corazón le dedicó la celebración del Día Mundial del Teatro.